# Сенмалійська декларація

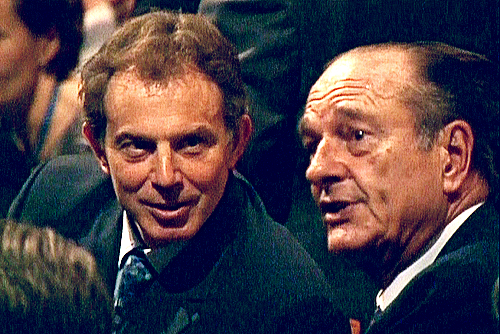
Тоні Блер і Жак Ширак.

Сенмалійська декларація — документ, підписаний у грудні 1998 року британським прем’єр-міністром Тоні Блером і президентом Франції Жаком Шираком, які зустрілися, щоб просувати створення європейської політики безпеки та оборони, включаючи європейські військові сили, здатні до автономних дій. Саміт, на якому було підписано документ, відбувся на французькому прибережному курорті Сен-Мало.
Сенмалійська декларація була відповіддю на збройний конфлікт у Косово наприкінці 1990-х років, у якому міжнародна спільнота, а особливо Європейський Союз та його держави-члени, як вважалося, не змогли втрутитися, щоб зупинити конфлікт. Через рік, як прямий наслідок саміту в Сен-Мало, у Гельсінкі була сформульована «Гельсінська головна мета», яка встановила 2003 рік як цільову дату для створення європейських сил чисельністю до 60 000 військовослужбовців.